# Division 1 (Frankreich)
Die Division 1 ist seit 1930 die zweithöchste Spielklasse im französischen Profi-Eishockey. Oberhalb der Division 1 ist die Ligue Magnus als höchste Spielklasse angesiedelt. Darunter befinden sich die Division 2 als dritthöchste und die Division 3 als vierthöchste Spielklasse.

## Geschichte
Erstmals wurde in Frankreich eine Eishockey-Meisterschaft in der Saison 1906/07 ausgespielt. Die Hinzunahme einer zweiten Spielklasse erfolgte zur Saison 1930/31, als die sogenannte 2e série den Spielbetrieb aufnahm. In einer dritten Klasse wurde lediglich zweimalig in den Jahren 1934 und 1935 eine Meisterschaft ausgespielt. Mit der Unterteilung der 1re série zur Saison 1973/74 in Série A und Série B wurde die dritte Spielklasse wieder eingeführt. Die Einführung der vierten Spielklasse erfolgte schließlich 1986.
Die heutige Division 1 wurde 1930 unter dem Namen 2e série gegründet. Diesen behielt sie bis 1973. In den folgenden Jahren folgten mehrere Umbenennungen. Von 1973 bis 1975 hieß sie Série B, dann von 1975 bis 1985 Nationale B, in der Saison 1985/86 Nationale 2, von 1986 bis 1990 Nationale 1B, anschließend bis 1992 Division 1 und bis 1994 Nationale 2. Ab der Saison 1994/95 folgte erneut der Name Nationale 1B, der mit Ausnahme der Saison 1995/96 als erneut der Name Division 1 gewählt wurde, auch in der Saison 1996/97 Bestand hatte. Von 1997 bis 2001 war Nationale 1 der Ligenname. Seit 2001 trägt sie den heutigen Namen.

## Modus

### Play-offs
Nach der regulären Saison, die in Hin- und Rückspiel (insgesamt 26 Spiele) ausgetragen wird, spielen die ersten vier Teams bisher zunächst im Halbfinale, dann im Finale jeweils in Hin- und Rückspiel. Der Sieger des Finales steigt in die Ligue Magnus, die erste französische Eishockeyliga auf. Seit der Saison 2009/10 spielen die ersten acht Mannschaften ab dem Viertelfinale den Aufsteiger in die Ligue Magnus aus.

### Play-downs
Die letztplatzierte Mannschaft nach der regulären Saison steigt bisher in die drittklassige Division 2 ab. Ab der Saison 2009/10 steigen die beiden letztplatzierten in die Division 2 ab.

## Vereine 2017/18
| Mannschaft                                 | Heimatstadt       | Stadion                                   | Stadionkapazität | Gründungsjahr |
| ------------------------------------------ | ----------------- | ----------------------------------------- | ---------------- | ------------- |
| Anglet Hormadi Élite                       | Anglet            | Patinoire de la Barre                     | 1200             | 1969          |
| Chevaliers du Lac d’Annecy                 | Annecy            | Complexe piscine patinoire                | 1650             | 1968          |
| Albatros de Brest                          | Brest             | Rinkla Stadium                            | 1100             | 1991          |
| Diables Rouges de Briançon                 | Briançon          | Patinoire René Froger                     | 2150             | 1934          |
| Drakkars de Caen                           | Caen              | Patinoire de Caen la mer                  | 856              | 1968          |
| Jokers de Cergy                            | Cergy-Pontoise    | Patinoire de Cergy-Pontoise               | –                | 1981          |
| Dogs de Cholet                             | Cholet            | GlisséO                                   | 1200             | 1977          |
| Bouquetins de Courchevel-Méribel-Pralognan | Méribel           | Patinoire du Parc Olympique               | 1800             | 1990          |
| Hockey sur glace Dunkerque                 | Dunkerque         | Patinoire Michel Raffoux                  | 2000             | 1979          |
| Aigles de La Roche-sur-Yon                 | La Roche-sur-Yon  | Patinoire Arago                           | 1200             | 1983          |
| HC Mont-Blanc                              | Combloux          | Patinoire de Saint-Gervais                | 1280             | 1986          |
| Nantes Atlantique Hockey Glace             | Nantes            | Patinoire du Petit Port                   | 3535             | 1984          |
| Hockey Club Neuilly-sur-Marne              | Neuilly-sur-Marne | Patinoire municipale de Neuilly-sur-Marne | 500              | 1974          |
| Association des Sports de Glace de Tours   | Tours             | Patinoire municipale                      | 1700             | 1972          |

## Meister der Division 1
(unvollständige Liste)
| - 1973 Grenoble - 1974 Megève - 1975 Viry-Châtillon - 1976 Tours - 1977 Tours - 1978 Français Volants - 1979 Caen - 1980 Lyon - 1981 Épinal - 1982 Amiens - 1983 Lyon - 1984 Français Volants - 1985 Rouen | - 1986 Bordeaux - 1987 Tours - 1988 Viry-Châtillon - 1989 Caen - 1990 Villard-de-Lans - 1991 Viry-Châtillon - 1992 Bordeaux - 1993 ASG Angers - 1994 Reims - 1995 Cherbourg - 1996 Rapaces de Gap - 1997 Briançon - 1998 Caen | - 1999 Clermont-Ferrand - 2000 Brest - 2001 Villard-de-Lans - 2002 Villard-de-Lans - 2003 Épinal - 2004 Morzine - 2005 Mont-Blanc - 2006 Strasbourg - 2007 Tours - 2008 Neuilly-sur-Marne - 2009 Rapaces de Gap - 2010 Caen - 2011 Neuilly-sur-Marne - 2012 Scorpions de Mulhouse |

siehe auch: Eishockey in Frankreich, Ligue Magnus

## Bekannte ehemalige Spieler
- / Michel Galarneau
- / Jean-Marc Gaulin
- Brian Propp
- Bob Gainey